# Chris Phillips

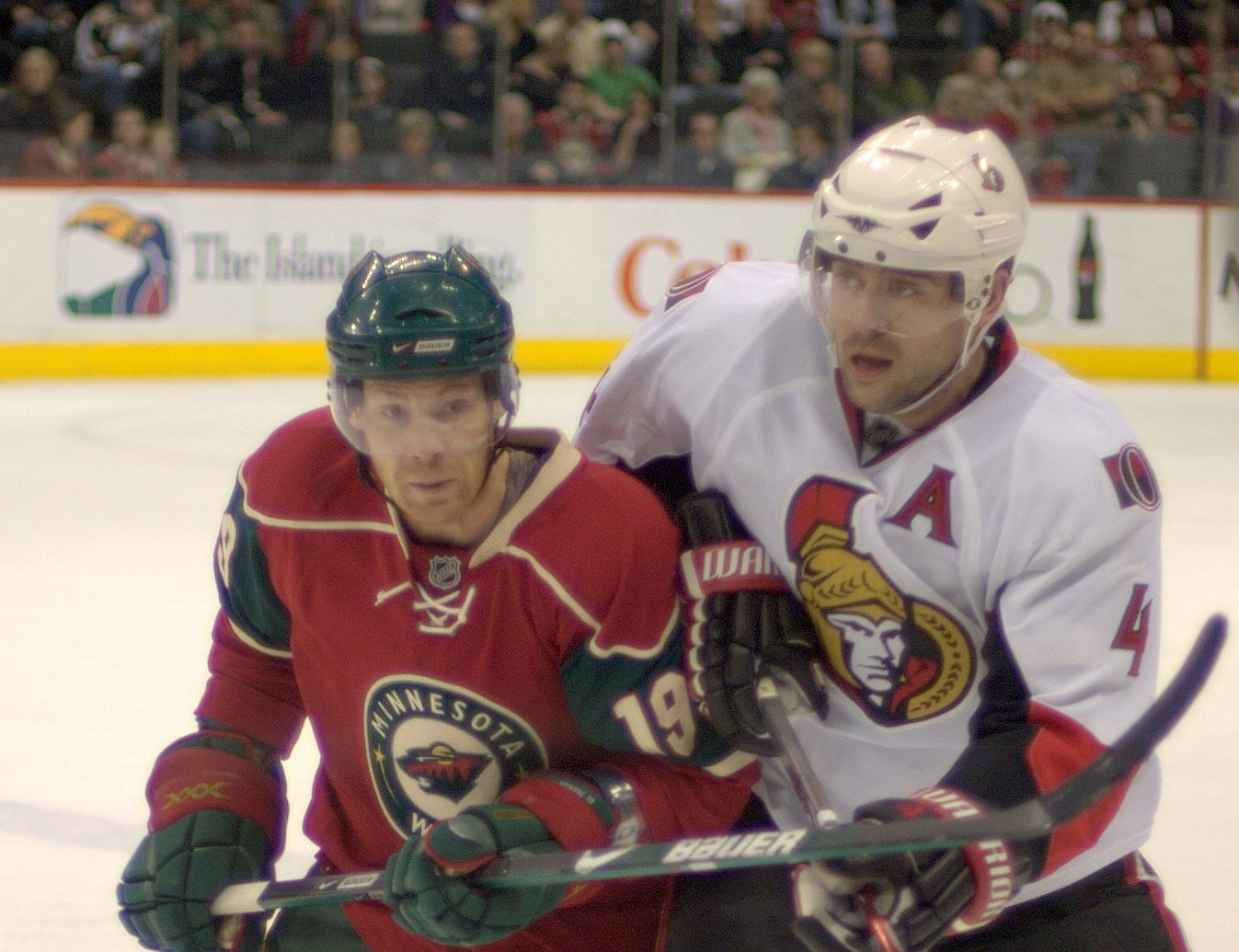
Za Ottawa Senators odehrál přes 1000 utkání, na snímku napravo v souboji se Stéphanem Veilleuxem z Minnesota Wild

Christopher Phillips (* 9. března 1978 Calgary, Alberta, Kanada) je bývalý kanadský profesionální hokejový obránce, který nastupoval po celou svojí kariéru v NHL za klub Ottawa Senators.

## Kariéra

### Juniorská
V letech 1993–1995 hrál v rodné provincii Alberta ligu AJHL za klub Fort McMurray Oil Barons. V roce 1997 se stal součástí Prince Albert Raiders, klubu Western Hockey League (jedna ze tří hlavních kanadských juniorských lig). Ve své první sezoně si vysloužil trofej pro nejlepšího nováčka Jim Piggott Memorial Trophy. Také byl zařazen do All Rookie týmu CHL (zaštiťující všechny tři ligy) a získal trofej CHL Top Draft Prospect Award. V průběhu své druhé sezony ve WHL byl vyměněn do Lethbridge Hurricanes – s tímto celkem celou soutěž vyhrál. Opět obdržel i individuální ceny – nejlepší obránce WHL (Bill Hunter Memorial Trophy), All star tým CHL a také All star tým závěrečného turnaje Memorial Cupu.

### Ottawa Senators
V roce 1996 byl draftován jako první hráč v celkovém pořadí klubem Ottawa Senators. Dres tohoto týmu obléká nepřetržitě od roku 1997. Podílel se na zatím největším úspěchu klubu, kterým bylo finále Stanley Cupu v sezoně 2006/07. Phillips je od roku 2006 alternativním kapitánem mužstva (nosí tedy na dresu písmeno A). Pouze kapitán Daniel Alfredsson odehrál za mužstvo více utkání, než on. Desátého února 2012 odehrál jako druhý hokejista v historii Senators (právě po Alfredsonovi) tisící utkání v základní části – v jubilejním utkání proti Nashville Predators navíc dvěma góly pomohl k vítězství svého mužstva. V roce 2016 ukončil kariéru, číslo 4 bylo na jeho počest vyřazeno z klubové sady.
Sezona NHL 2004/05 byla zrušena kvůli sporům hráčů a vedení soutěže ohledně nové kolektivní smlouvy. Phillips tuto sezonu odehrál ve švédské Elitserien za Brynäs IF.

## Ocenění a úspěchy
- 1996 CHL – All-Rookie Tým
- 1996 CHL – Top Draft Prospect Award
- 1996 WHL – Jim Piggott Memorial Trophy
- 1997 CHL – První All-Star Tým
- 1997 CHL – Memorial Cup All-Star Tým
- 1997 WHL – První All-Star Tým
- 1997 WHL – Nejlepší nahrávač v playoff
- 1997 WHL – Bill Hunter Memorial Trophy
- 1997 MSJ – All-Star Tým

## Prvenství
- Debut v NHL – 1. října 1997 (Montreal Canadiens proti Ottawa Senators)
- První asistence v NHL – 15. října 1997 (Ottawa Senators proti New York Rangers)
- První gól v NHL – 30. října 1997 (Florida Panthers proti Ottawa Senators, kanadskému brankáři Mark Fitzpatrick)

## Klubová statistika
| Sezóna       | Klub                     | Soutěž       |       | Základní část | Základní část | Základní část | Základní část | Základní část |   | Play off | Play off | Play off | Play off | Play off |
| Sezóna       | Klub                     | Soutěž       | Z     | G             | A             | B             | TM            | Z             | G | A        | B        | TM       |          |          |
| 1993–94      | Fort McMurray Oil Barons | AJHL         | 56    | 6             | 12            | 22            | 72            | 10            | 0 | 3        | 3        | 16       |          |          |
| 1994–95      | Fort McMurray Oil Barons | AJHL         | 48    | 16            | 32            | 48            | 127           | 11            | 4 | 2        | 6        | 10       |          |          |
| 1995–96      | Prince Albert Raiders    | WHL          | 61    | 10            | 30            | 40            | 97            | 18            | 2 | 12       | 14       | 30       |          |          |
| 1996–97      | Prince Albert Raiders    | WHL          | 32    | 3             | 23            | 26            | 58            | —             | — | —        | —        | —        |          |          |
| 1996–97      | Lethbridge Hurricanes    | WHL          | 26    | 4             | 18            | 22            | 28            | 19            | 4 | 21       | 25       | 20       |          |          |
| 1997–98      | Ottawa Senators          | NHL          | 72    | 5             | 11            | 16            | 38            | 11            | 0 | 2        | 2        | 2        |          |          |
| 1998–99      | Ottawa Senators          | NHL          | 34    | 3             | 3             | 6             | 32            | 3             | 0 | 0        | 0        | 0        |          |          |
| 1999–00      | Ottawa Senators          | NHL          | 65    | 5             | 14            | 19            | 41            | 6             | 0 | 1        | 1        | 4        |          |          |
| 2000–01      | Ottawa Senators          | NHL          | 73    | 2             | 12            | 14            | 49            | 1             | 1 | 0        | 0        | 0        |          |          |
| 2001–02      | Ottawa Senators          | NHL          | 63    | 6             | 16            | 22            | 29            | 12            | 0 | 0        | 0        | 12       |          |          |
| 2002–03      | Ottawa Senators          | NHL          | 78    | 3             | 16            | 19            | 71            | 18            | 2 | 4        | 6        | 12       |          |          |
| 2003–04      | Ottawa Senators          | NHL          | 82    | 7             | 16            | 23            | 46            | 7             | 1 | 0        | 1        | 12       |          |          |
| 2004–05      | Brynäs IF                | SEL          | 27    | 5             | 3             | 8             | 45            | —             | — | —        | —        | —        |          |          |
| 2005–06      | Ottawa Senators          | NHL          | 69    | 1             | 18            | 19            | 90            | 9             | 2 | 0        | 2        | 6        |          |          |
| 2006–07      | Ottawa Senators          | NHL          | 82    | 8             | 18            | 26            | 80            | 20            | 0 | 0        | 0        | 24       |          |          |
| 2007–08      | Ottawa Senators          | NHL          | 81    | 5             | 13            | 18            | 56            | 4             | 0 | 0        | 0        | 4        |          |          |
| 2008–09      | Ottawa Senators          | NHL          | 82    | 6             | 16            | 22            | 66            | —             | — | —        | —        | —        |          |          |
| 2009–10      | Ottawa Senators          | NHL          | 82    | 8             | 16            | 24            | 45            | 6             | 0 | 0        | 0        | 4        |          |          |
| 2010–11      | Ottawa Senators          | NHL          | 82    | 1             | 8             | 9             | 32            | —             | — | —        | —        | —        |          |          |
| 2011–12      | Ottawa Senators          | NHL          | 80    | 5             | 14            | 19            | 16            | 7             | 0 | 1        | 1        | 4        |          |          |
| 2012–13      | Ottawa Senators          | NHL          | 48    | 5             | 9             | 14            | 43            | 10            | 0 | 1        | 1        | 21       |          |          |
| 2013–14      | Ottawa Senators          | NHL          | 70    | 1             | 14            | 15            | 30            | —             | — | —        | —        | —        |          |          |
| 2014–15      | Ottawa Senators          | NHL          | 36    | 0             | 3             | 3             | 14            | —             | — | —        | —        | —        |          |          |
| Celkem v NHL | Celkem v NHL             | Celkem v NHL | 1,179 | 71            | 217           | 288           | 758           | 114           | 6 | 9        | 15       | 105      |          |          |

Pozn.: u ročníku 2004/05 je kurzívou místo statistiky play off bilance z baráže o Elitserien.

## Reprezentace
Dvakrát si zahrál na mistrovství světa do 20 let – 1996 v USA (zlato) a 1997 ve Švýcarsku (zlato, All star tým).
Tři starty si připsal na mistrovství světa – 2000 v Rusku (4. místo), 2005 v Rakousku (stříbro) a 2009 ve Švýcarsku (stříbro).
| Rok                       | Tým                       | Soutěž                    | Z  | G | A | B | TM |
| ------------------------- | ------------------------- | ------------------------- | -- | - | - | - | -- |
| 1996                      | Kanada 20                 | MSJ                       | 6  | 0 | 0 | 0 | 0  |
| 1997                      | Kanada 20                 | MSJ                       | 7  | 0 | 1 | 1 | 4  |
| 2000                      | Kanada                    | MS                        | 9  | 0 | 0 | 0 | 2  |
| 2005                      | Kanada                    | MS                        | 9  | 0 | 1 | 1 | 2  |
| 2009                      | Kanada                    | MS                        | 9  | 0 | 3 | 3 | 12 |
| Juniorská kariéra celkově | Juniorská kariéra celkově | Juniorská kariéra celkově | 13 | 0 | 1 | 1 | 4  |
| Seniorská kariéra celkově | Seniorská kariéra celkově | Seniorská kariéra celkově | 27 | 0 | 4 | 4 | 22 |